# Cravant-les-Côteaux
Cravant-les-Côteaux település Franciaországban, Indre-et-Loire megyében. Lakosainak száma 680 fő (2022. január 1.). Cravant-les-Côteaux Anché, Chinon, Panzoult, Rivarennes, Rivière, Saint-Benoît-la-Forêt és Sazilly községekkel határos.

## Népesség
A település népességének változása:
| Lakosok száma | 751  | 715  | 747  | 728  | 715  | 696  | 672  | 655  | 642  | 680  |
|               | 1968 | 1982 | 1990 | 2006 | 2013 | 2015 | 2017 | 2019 | 2020 | 2022 |